# Two Heads Creek
Two Heads Creek es una película de terror australiana y británica del 2019 dirigida por Jesse O'Brien. La película se estrenó el 21 de noviembre de 2019 en Australia.

## Argumento
Mientras lloran a su madre Gabriella, Norman y Anna descubren que los había adoptado y que su madre biológica, Mary, vivía en el pequeño y remoto pueblo australiano de Two Heads Creek. Llegando al pueblo desde el extranjero, descubren que Mary era dueña de todos los negocios en la zona y conocen rápidamente a todos los residentes del pueblo. Un residente, Hans, quiere que los hermanos se vayan rápidamente y trata de convencerlos de que Mary murió hace años. Cuando lo descubren, cambia la historia y dice que murió hace un día y que el funeral se llevará a cabo al día siguiente. Después de instalarse para pasar la noche, Norman es apuñalado por uno de los habitantes del pueblo, a lo que otra habitante, Daisy, afirma que fue hecho porque creían que el nacimiento de Norman provocó una plaga que mató a todos los cerdos del pueblo. Mary envió a Norman y Anna lejos por miedo a que los habitantes del pueblo buscaran venganza.
Durante el funeral al día siguiente, Norman comienza a sospechar cada vez más cuando el cuerpo no se parece a una fotografía de su madre. También se da cuenta de que el oficial de inmigración con el que hablaron en el aeropuerto ha llegado al pueblo y más tarde desentierra el ataúd de Mary, solo para descubrir que está vacío. Consciente de las preocupaciones de Norman pero sin interés en nada más que heredar una fortuna, Anna abandona el pueblo. Mientras ella está fuera, Norman descubre que el verdadero propósito del pueblo es matar a inmigrantes problemáticos y convertirlos en salchichas, algo que el gobierno australiano aprovecha en su beneficio. Intenta rescatar a algunos turistas que habían sido capturados con este propósito, pero en su lugar es capturado él mismo y noqueado. Antes de perder el conocimiento, ve que una de las personas del pueblo, Daisy, también estaba encarcelada. Despierta en la celebración del Día de Australia del pueblo, donde se entregan a comportamientos caníbales. Norman es rescatado por Anna y confronta a Hans, quien confiesa que es el padre de los hermanos antes de ser asesinado por un habitante del pueblo. Antes de que puedan ser asesinados, Norman y Anna son rescatados por su madre Mary.
Mary revela que los habitantes del pueblo comenzaron a comer carne humana después de que murieran los cerdos y descubrieron que disfrutaban la experiencia. Mantuvo silencio por miedo a que Daisy, quien también es su hija, estuviera en peligro. Mientras enviaba lejos a Anna y Norman, Mary siguió al tanto de sus vidas, orgullosa de sus logros. Mary mantuvo una paz precaria con los aldeanos hasta que finalmente admitió que quería irse, después de lo cual intentaron matarla. Para mantenerla a salvo, Hans fingió su muerte. Mary, Anna y Norman finalmente derrotan a los habitantes del pueblo durante un enfrentamiento que deja solo a Mary y sus hijos con vida. La película termina con la familia abriendo juntos un camión de comida vegana.

## Reparto
- Kathryn Wilder como Annabelle
- Gary Sweet como Hans
- Jordan Waller como Norman
- Kerry Armstrong como Mary
- Stephen Hunter como Clive
- Helen Dallimore como Apple
- Don Bridges como Tío Morris
- Kevin Harrington como Noah
- Ilana Collins como Doble de riesgo
- Kasha Bajor como Agata
- Madelaine Nunn como Daisy
- Gregory J. Fryer como Apari
- Anna Tolputt como Roksana
- Kent Lee como Kong Dang

## Desarrollo
Jordan Waller tuvo la idea de la película en el Día del Brexit, cuando vio a David Dimbleby luciendo "como si hubiera chupado la sangre de 15 niños no nacidos. Obviamente, no había dormido. Todo fue simplemente espantoso. Recuerdo todas esas narrativas espantosas de nacionalismo y la farsa de Dominic Cummings, este archidiácono del mal, el segador sombrío, y Steve Bannon. Todo coincidió de repente. Todo encajó". Escogió hacer la película una comedia de terror porque Waller sintió que era "interesante explorar lo que estamos dispuestos a reír y lo que no estamos dispuestos a reír". Waller escribió el personaje de Norman pensando en sí mismo.
La filmación se llevó a cabo durante un período de cinco semanas en Cracow, Queensland, en 2018. La elección de la ciudad se debió a la familiaridad de la misma y a que un dueño local de un pub estaba relacionado con uno de los productores.

## Lanzamiento
Two Heads Creek se estrenó en el Monster Fest de Fangoria en Melbourne, Australia, el 12 de octubre de 2019, y luego se proyectó en varios festivales de cine. Después de eso, tuvo un lanzamiento limitado en Australia a través de la compañía de distribución Entertainment Advocate, que en ese momento estaba recién fundada por dos de los productores de la película, Brett Thornquest y Steven Matusko. La película recaudó $14,000 en su fin de semana de apertura tanto en ventas de boletos de cine como en proyecciones en festivales. Se realizó una proyección especial en noviembre de 2019 en Cracow, Queensland.
Two Heads Creek fue adquirida por The Horror Collective para su lanzamiento en verano de 2020 y se estrenó a través de video bajo demanda el 23 de junio.

## Recepción
Two Heads Creek tiene una calificación del 90% en Rotten Tomatoes, basada en 21 reseñas. Los elementos comúnmente discutidos en las reseñas fueron el comentario político de la película y lo que CBR.com describió como el "tono generalmente exagerado" de la película. Film Threat y Culture Crypt escribieron reseñas en su mayoría favorables, con este último afirmando que "Demasiado grosera para considerarse linda o conmovedora, Two Heads Creek aún mantiene un tono ligero y animado. Esto se equilibra en un tono generalmente agradable que es consistentemente caprichoso incluso cuando el material toma un giro más oscuro".
The Guardian criticó Two Heads Creek, escribiendo: "Walker y Wilder la venden con suficiente entusiasmo, pero es el tipo de película que necesitas fumarte tu peso corporal en marihuana para disfrutarla".